# Мешана скара
Мешана скара е вид традиционно ястие, характерно за Балканската кухня, комбиниращо няколко месни продукти (месо и продукти от смляно месо), подправки, задължително приготвени чрез печене на скара.
В състава на това комбинирано ястие влизат:
- Кебапче
- Кюфте
- Шишчета
- Пържола
- Наденичка
- Карначе

Сервира се с различни гарнитури.